# Фрис, Кристиан
Кристиан Фрис (серб. Кристијан Фрис, венг. Frisz Krisztián; 21 апреля 1984, Сента, Югославия) — сербский борец греко-римского стиля, призёр чемпионата мира, чемпион Европы, участник двух Олимпийских игр.

## Карьера
Борьбой занимается с 1996 года. Был победителем Первенства Европы 2004 года среди юниоров в Словении. Выступает за борцовский клуб города Зренянин. В сентябре 2007 года стал бронзовым призёром чемпионата мира, который прошёл в Баку. 12 августа 2008 года на Олимпийских играх в Пекине в квалификации победил Юрия Коваля из Украины, в 1/8 финала проиграл россиянину Назиру Манкиеву, так как его соперник вышел в финал, он получил право побороться в утешительных схватках, где сначала одолел Ильдара Хафизова из Узбекистана, затем проиграл иранцу Хамиду Сориану, заняв итоговое 7 место. 15 апреля 2016 года в сербском Зренянине, выйдя в финал первого европейского лицензионного турнира, в котором уступил россиянину Саналу Семёнову, завоевал путевку на Олимпиаду в Рио-де-Жанейро. 14 августа 2016 года на Олимпийских играх в Пекине в 1/8 финала проиграл Эльмурату Тасмурадову из Узбекистана, заняв итоговое 13 место. 6 мая 2017 года в сербском Нови-Саде, поборов в финале болгарина Иво Ангелова, стал победителем чемпионата Европы. 14 декабря 2020 года в Белграде, победив в схватке за 3 место Кристиана Кечкемети из Венгрии, стал бронзовым призёром Индивидуального кубка мира.

## Личная жизнь
По национальности — венгр.